# Natchitoches (tribu)
Los Natchitoches (en caddo: Náshit'ush) son nativos americanos o una tribu de indoamericanos  parcialidad de la nación Caddo establecidos desde hace más de quinientos años en el territorio occidental del actual estado de Luisiana. 
La tribu Natchitoches forma una de las tres confederaciones de la nación indígena Caddo.
Los Natchitoches vivían en el oeste del hoy estado de Luisiana.
Los primeros europeos que accedieron al territorio de los Náshit'ush fueron tal vez los que estaban al mando del capitán español Luis de Moscoso de Alvarado, el sucesor de Hernando de Soto, durante la expedición de reconocimiento llevada a cabo por España durante el siglo XVI en América del Norte.
Luego vinieron los tramperos franceses y franco-canadienses que viajaron la región durante el siglo XVII.
En febrero de 1690, Henri de Tonti llegó a la aldea principal de los Natchitoches.
En 1699, Francia fundó un puesto avanzado francés en el río Rojo para controlar el comercio con las avanzadas de las fuerzas españolas de México.
En 1701, el franco-canadiense, Jean-Baptiste Le Moyne de Bienville, el futuro primer gobernador de la Luisiana francesa, llegó a la aldea de los indios de Natchitoches y Cadodaquius entonces a orillas del río Rojo.
En 1714, Louis Juchereau de Saint-Denis obtuvo permiso del monarca francés para extender la influencia de los franceses de Nueva Francia en el oeste y expandir los límites de la Luisiana francesa. Ya en años anteriores, como se ha indicado los franceses habían establecido contactos con los indígenas natchitoches y se fundó un fuerte francés que fue llamado Fort Natchitoches.
Con la llegada de los misioneros de España y Francia se desató una epidemia de viruela, que diezmó a la población de las distintas confederaciones de la nación Caddo.
El número de miembros de la Confederación Natchitoche antes de la llegada de los europeos se estima en mil habitantes.
En el siglo XVII se les unieron algunos de los restos de la Kadohadacho, una tribu con muchos miembros que habían sido asesinados o esclavizados por los Chickasaw luego llamados por los españoles como Chicasas e incluso Chicazas y que se instalaron en la región misisipiana en torno a la actual ciudad de Memphis cuando los Chickasaw usurparon los territorios que habían sido el país de los Kadohadacho o Cadujadachú. 
Ante la presión y opresión de los invasores Chickasaw, los Caddos-Nachitoches junto a los supérstites de los Kadohadacho debieron emigrar ante esta invasión de los Chickasaw, y por esto se establecieron en la cuenca del río Caña hoy río Cane alrededor de la parroquia y ciudad de Natchitoches, Luisiana, ciudad que lleva el nombre afrancesado en la escritura de tal tribu.
Hoy los Náshit'ush o Natchitoches están incluidos en la Nación Caddo que fue forzada a emigrar al tormentoso  Territorio Indio llamado hoy Oklahoma a mediados del siglo XIX por los estadounidenses. Como muchas otras etnias que habitan el actual territorio de los EUA, los Caddo y, por ende, los Natchitoches o Náshit'ush hoy son mestizos con gran mezcla de blancos e incluso afroamericanos etc.